# Talmeca suffusa
Talmeca suffusa är en fjärilsart som beskrevs av Paul Dognin 1916. Talmeca suffusa ingår i släktet Talmeca och familjen tandspinnare. Inga underarter finns listade i Catalogue of Life.